# イェル郡区 (アイオワ州ブーン郡)
イェル郡区は、アメリカ合衆国、アイオワ州、ブーン郡にある17の郡区の一つである。2000年の国勢調査での人口は2273人。

## 地理
イェル郡区は、84.4平方キロメートル（32.58平方マイル)で、Ogdenが含まれる。
アメリカ地質調査所によると、この郡区はBluff CreekとBuckleyとHickory GroveとMilton Lott GraveとMount OliveとRose Hillの6つの霊園が含まれる。